# Estonka
Estonka (en georgiano: ესტონკა) o Dopuakit (en abjasio: Допуақыҭ, romanizado: Dopuakyt) es una aldea que pertenece a la parcialmente reconocida República de Abjasia, parte del distrito de Gulripshi, aunque de iure pertenece al municipio de Gulripshi de la República Autónoma de Abjasia de Georgia.

## Toponimia
Entre el 3 de septiembre de 1948 y 1955, la aldea se conoció con el nombre de Bagnasheni (en georgiano: ბაღნაშენი).

## Geografía
Estonka se encuentra en la llanura del Mar Negro, en el margen derecha del río Kodori. La aldea está a 13 km de Gulripshi y se administra desde el pueblo de Vladímirovka.

## Historia
El pueblo fue fundado por estonios en 1882 y los armenios llegaron de los pueblos en los alrededores de Trebisonda en 1897.

## Demografía
La evolución demográfica de Estonka entre 1959 y 1989 fue la siguiente:
| 1092                                                | 1279 |
| (Fuente: Population of Abkhazia since Soviet times) |      |

Antes de la guerra de Abjasia, la mayoría de la población local eran rusos.

## Infraestructura

### Educación
En el pueblo había escuelas primarias armenias y rusas de ocho años, un club y una guardería.